# Піскоструменеве обдування

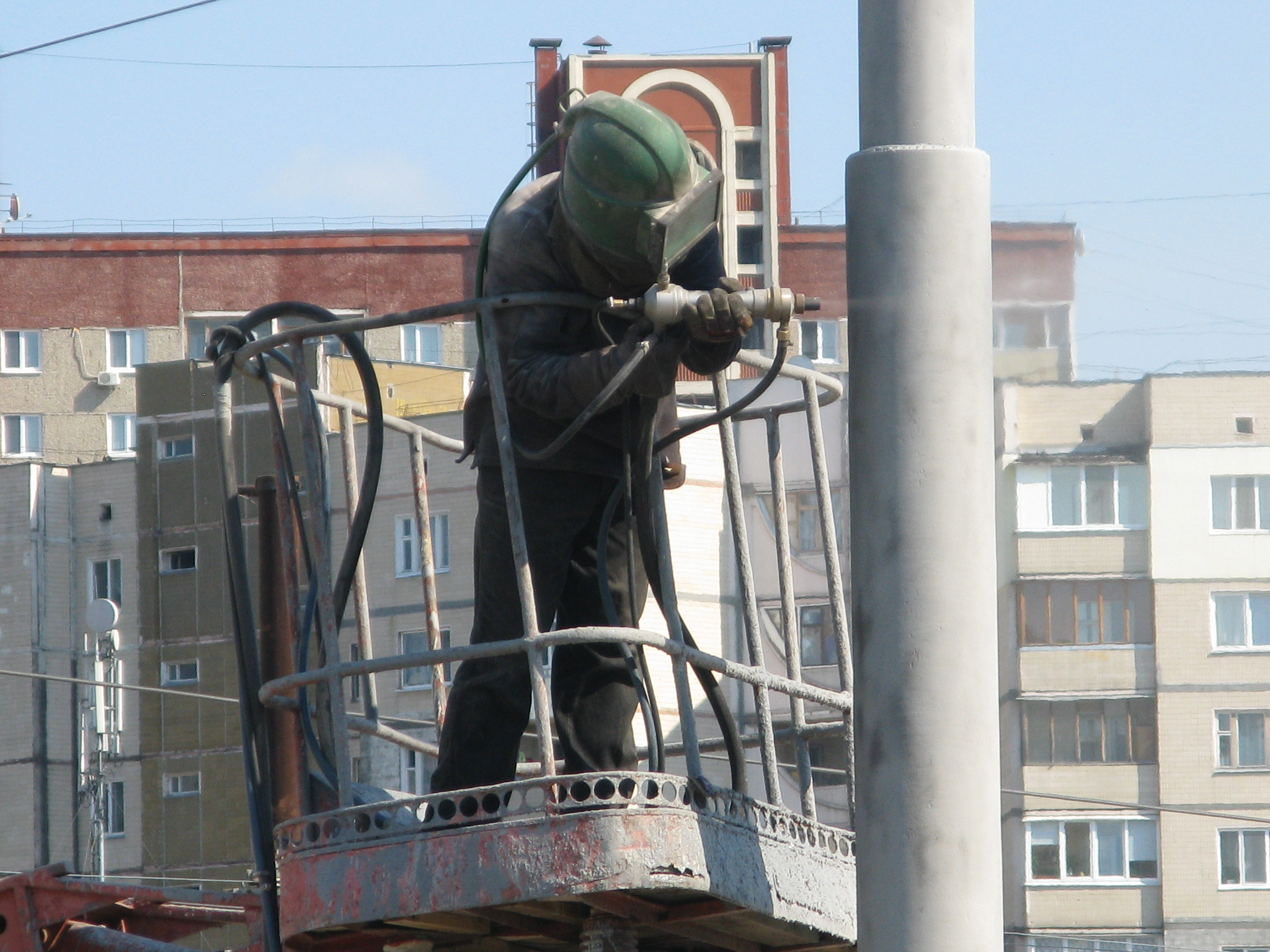
Піскоструменеве обдування металевого стовпа

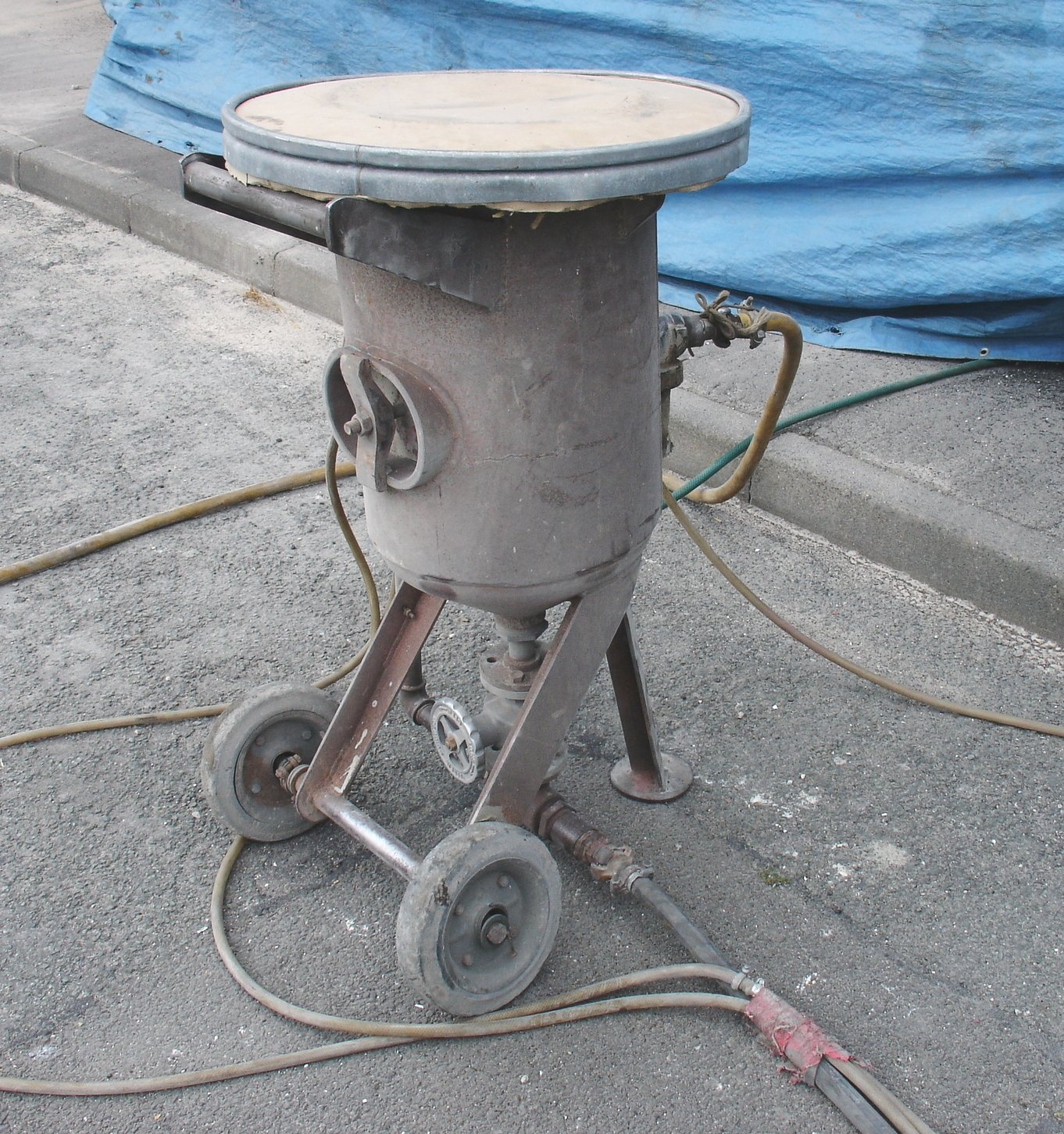
Піскострумененевий апарат

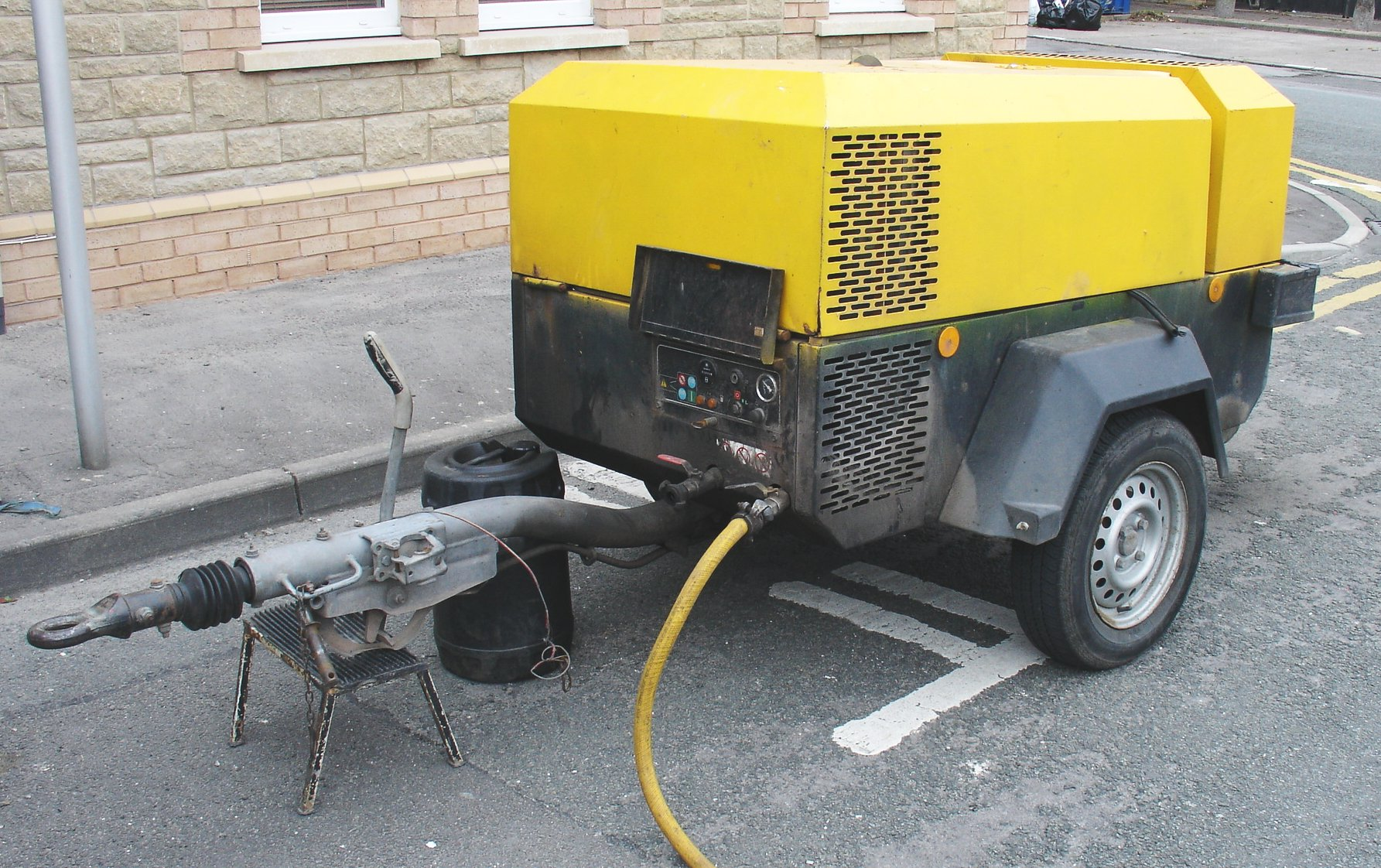
Пересувний дизельний компресор

Піскострумене́ве обдува́ння або піскува́ння — процес усунення з поверхні металевих виробів іржі, окалини та інших забруднень струменем піску і придання виробам рівномірної шорсткості. Струмінь піску направляється на виріб під тиском 1.5—3 атм стисненого повітря через сопло піскострумененевого апарата.

## Загальний опис
При абразивоструминній обробці абразивні частки прискорюються з абразивоструменевого апарату за допомогою енергії стисненого повітря. Для того щоб за допомогою абразивних частинок і стисненого повітря забезпечити ефективну очистку, потрібна професійна майстерність, висококласне обладнання та контроль якості. Кожен елемент впливає на результат роботи всієї системи. При очищенні непотрібні матеріали видаляються, поверхня матеріалу зміцнюється і стає готовою для нанесення покриттів. За допомогою абразивоструминного очищення з металевих конструкцій видаляють стару фарбу, іржу і інші забруднення. Крім того, при струменевому очищенні видаляється вторинна окалина, яка утворюється на новій сталі.
Частки абразиву надають шорсткість поверхні і створюють профіль або насічку. Більшість виробників фарб вказують, яким повинен бути профіль, щоб забезпечити ефективне нанесення їх продукції.
Будівельники очищають цегляну кладку перед нанесенням шпаклівки або фарби. Піскування зовнішньої штукатурки і цегли дозволяє видаляти стару фарбу, цвіль, кіптяву, фарбувальні речовини і навіть графіті, створюючи при цьому ідеальну поверхню для нанесення покриття.
Будівельники очищають  залізобетонні панелі, монолітні бетонні стіни, колони та інші конструкції з бетону для того, щоб видалити залишковий цемент, сліди будівельної опалубки, вицвілі ділянки і оголити бетон.
Крім обробки сталі і кам'яної кладки, за допомогою піскування можна зняти верхні шари фарби з дерев'яних будинків і човнів. Зі скловолокна за допомогою даної очищення зазвичай видаляють верхній шар гелевого покриття для того, щоб зробити видимими бульбашки повітря. При абразивоструминному очищенні алюмінію, титану, магнію та інших металів видаляють результати корозії і, в залежності від обраного абразиву і тиску, наносять профіль.
Нові, більш м'які види абразиву (включаючи пластик і пшеничний крохмаль), а також спеціальне абразивоструминне обладнання з низьким тиском, використовуються для сухого способу видалення покриттів з сучасних композиційних матеріалів. Це дозволяє очищати літаки, вертольоти, автомобілі, вантажівки і човни без використання жорсткої абразивоструминної обробки, яка може порушити структуру поверхні. Крім того, перехід на сухий спосіб очищення верхніх шарів виключає можливість впливу на робочих токсичних хімічних речовин, які використовуються при очищенні, і виключає витрати, пов'язані з утилізацією небезпечних відходів.